# Сава-Мепен
Сава-Мепен (фр. Savas-Mépin) — коммуна во Франции, находится в регионе Рона — Альпы. Департамент коммуны — Изер. Входит в состав кантона Сен-Жан-де-Бурне. Округ коммуны — Вьенн.
Код INSEE коммуны — 38476. Население коммуны на 2004 год составляло 797 человек. Населённый пункт находится на высоте от 288  до 472  метров над уровнем моря. Муниципалитет расположен на расстоянии около 430 км юго-восточнее Парижа, 35 км юго-восточнее Лиона, 65 км северо-западнее Гренобля. Мэр коммуны — Jean-Louis Barruel, мандат действует на протяжении 2008—2014 гг.
Динамика населения (INSEE):